# 沖波駅
沖波駅（おきなみえき）は、石川県鳳珠郡穴水町沖波にあったのと鉄道能登線の駅である。2005年、能登線の廃止により廃駅となった。
国鉄・JR時代には海水浴シーズンのみ旅客営業を行っていた。

## 歴史
- 1960年（昭和35年）7月8日：日本国有鉄道（国鉄）能登線の海水浴客のための夏季のみ営業の立戸ノ浜仮乗降場（たっとのはまかりじょうこうじょう）として設置[1]。
- 1987年（昭和62年）4月1日：国鉄分割民営化により西日本旅客鉄道に承継され、同時に臨時駅となる[1]。
- 1988年（昭和63年）3月25日：のと鉄道への転換により同社能登線の駅となる[1]。同時に常設駅となり沖波駅と改称[1]。
- 2005年（平成17年）4月1日：能登線廃止に伴い廃駅。

## 駅構造
片面ホーム1面1線を持つ地上駅。無人駅であり、大きな待合所がある。なお、駅舎は設置されていない。

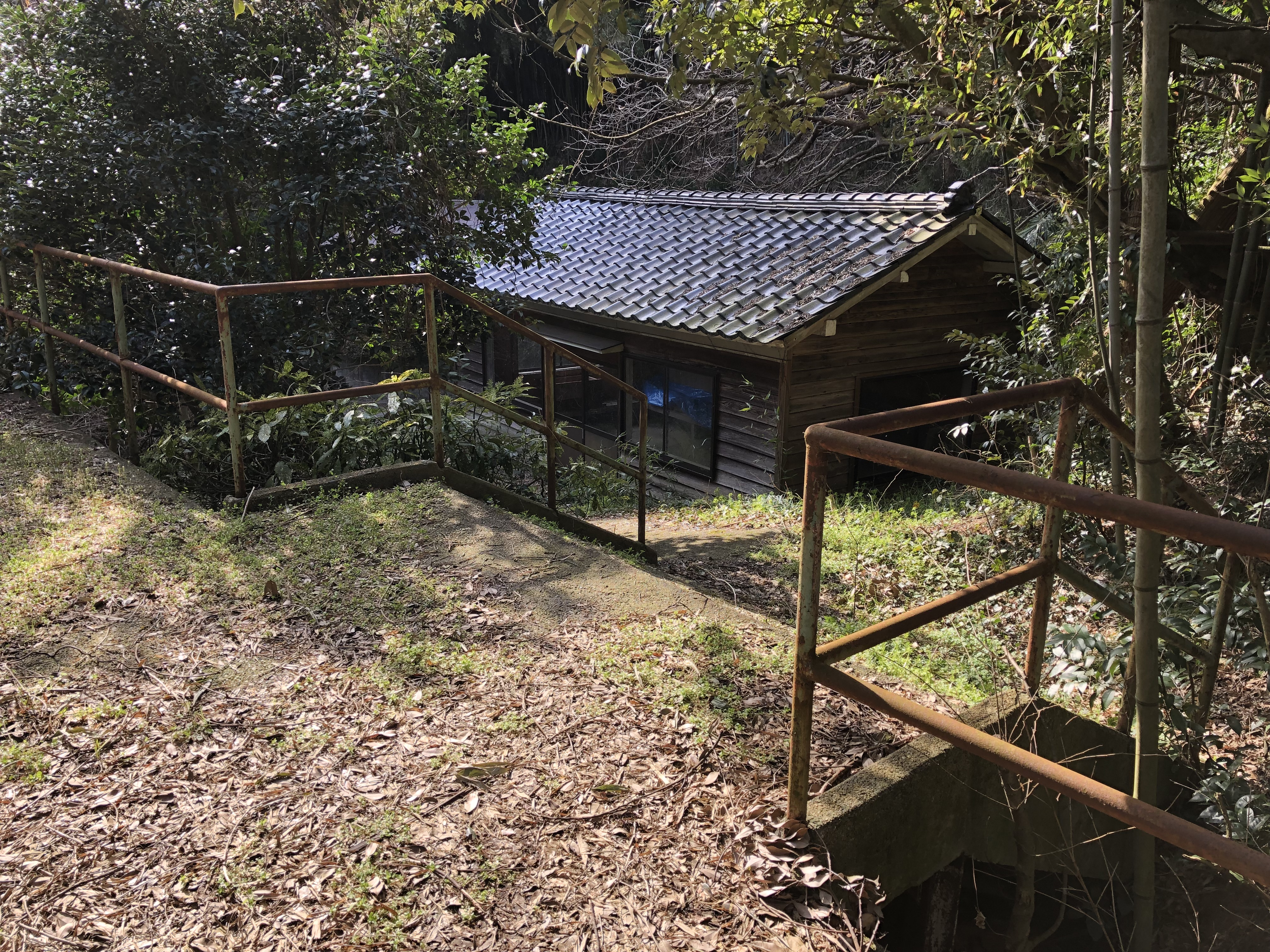
ホームへの階段（2019年3月）
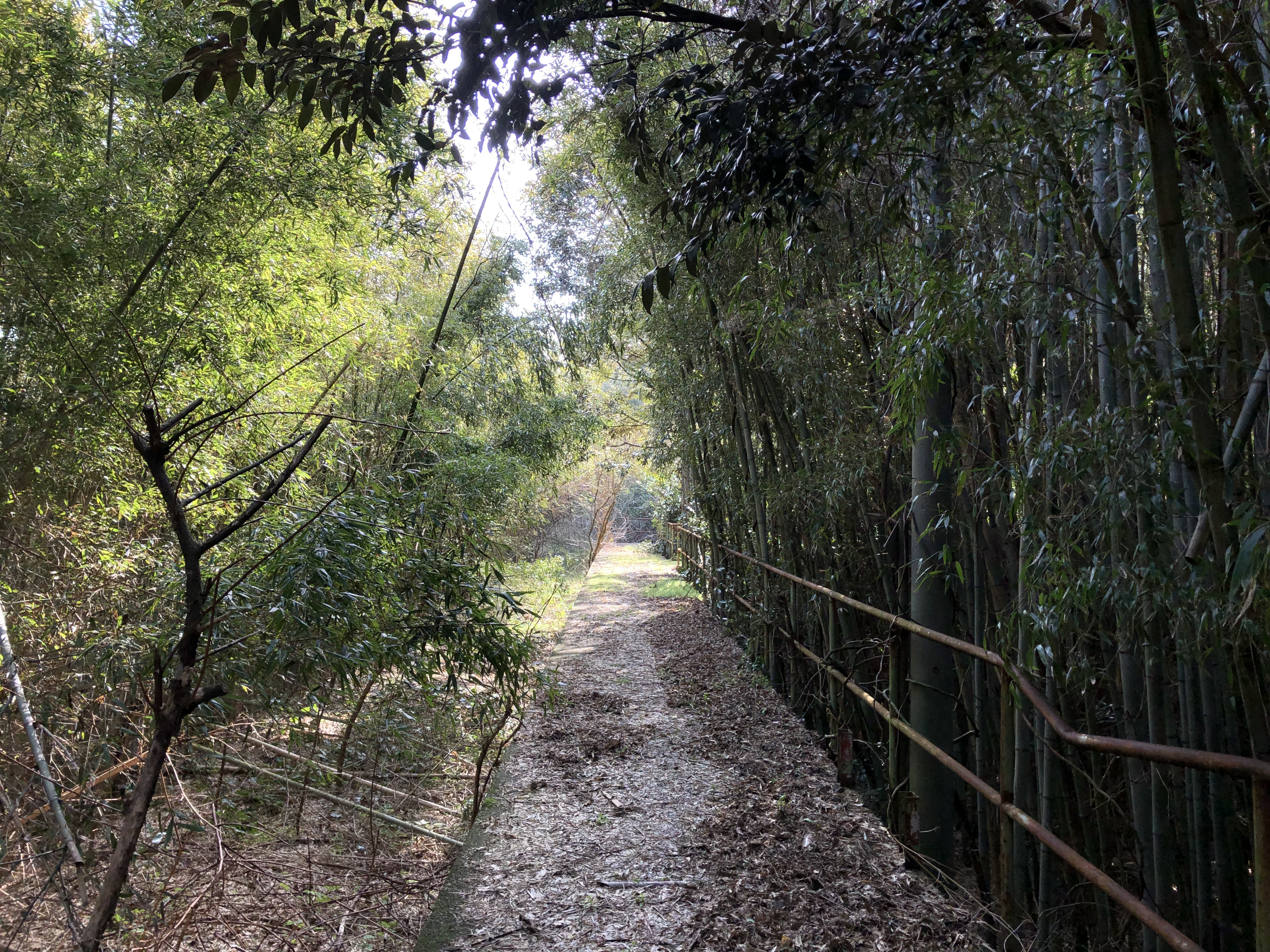
ホーム（2019年3月）

## 駅周辺
- 立戸の浜海水浴場

## 隣の駅
のと鉄道
能登線
甲駅 - 沖波駅 - 前波駅